# ITF Women's Circuit Sao Jose Do Rio Preto 2012
L'ITF Women's Circuit Sao Jose Do Rio Preto 2012 è stato un torneo di tennis facente parte della categoria ITF Women's Circuit nell'ambito dell'ITF Women's Circuit 2012. Il torneo si è giocato a São José do Rio Preto in Brasile dal 23 luglio al 29 luglio 2012 su campi in terra rossa e aveva un montepremi di $25,000.

## Vincitori

### Singolare
Florencia Molinero ha battuto in finale  María Irigoyen con il punteggio di 6–3, 6–4

### Doppio
Mailen Auroux /  María Irigoyen hanno battuto in finale  Aranza Salut /  Carolina Zeballos con il punteggio di 6–1, 7–6(1)